# Place de l'Adjudant-Vincenot
Pour les articles homonymes, voir Adjudant Vincenot.
La place de l’Adjudant-Vincenot est une place située dans le quartier Saint-Fargeau du 20e arrondissement de Paris.

## Origine du nom

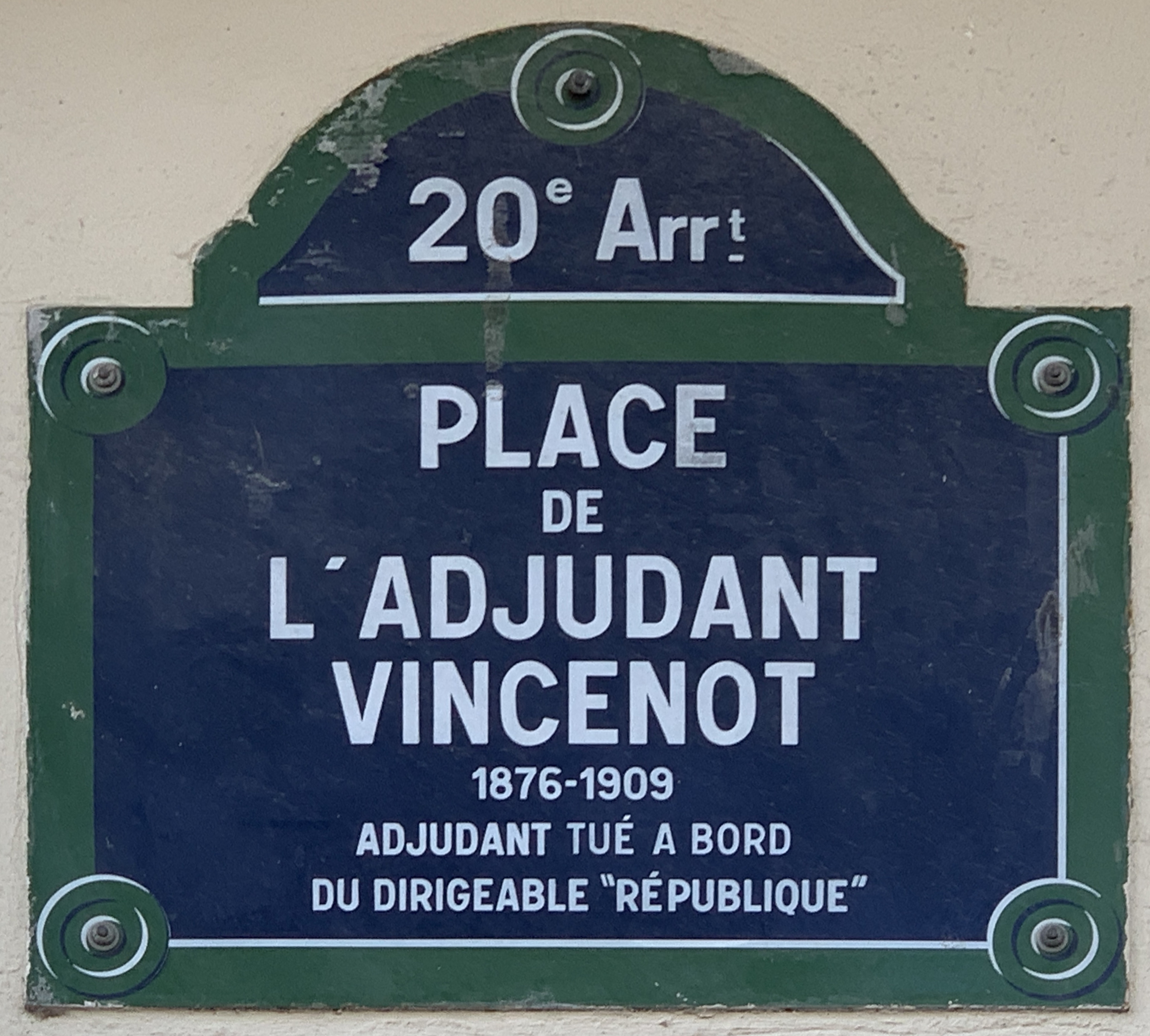
Plaque de la place.

Elle doit son nom à Henri Léon Émile Vincenot (1876-1909), adjudant mécanicien tué à bord du dirigeable République.

## Historique
La voie est créée sur l'emprise de la rue du Surmelin sous sa dénomination actuelle par un arrêté du 20 avril 1935.